# Voltametro

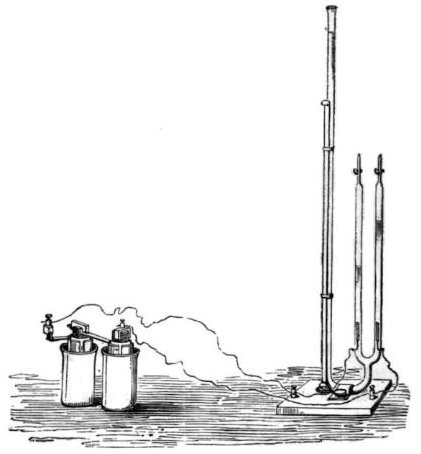
Voltametro di Hofmann del 1866.

Con il termine voltametro (o coulombometro o coulometro) si indica uno strumento di misura della quantità di carica elettrica (espressa in coulomb nel SI) circolata attraverso un conduttore elettrico in un determinato intervallo di tempo. In particolare 1 coulomb corrisponde alla quantità di carica elettrica trasportata da una corrente di 1 ampere in 1 secondo.
Faraday chiamò tale dispositivo "volta-elettrometro" e successivamente Daniell modificò il termine in "voltametro".
Il voltametro non va confuso con il voltmetro, il quale è invece uno strumento che misura la differenza di potenziale elettrico (espressa in volt nel SI).

## Principio di funzionamento
Il voltametro è essenzialmente costituito da una cella elettrolitica in cui al passaggio della corrente si ha la deposizione di una sostanza in corrispondenza del catodo.
La quantità di sostanza depositata al catodo in un determinato intervallo di tempo è correlata alla quantità di carica elettrica circolata nella cella attraverso le leggi di Faraday sull'elettrolisi, che si possono riassumere nell'espressione:
{\displaystyle n={\frac {Q}{zF}}}
essendo:
- n indica le moli di sostanza depositate al catodo;
- Q è la quantità di carica elettrica circolata;
- z è il numero di valenza degli ioni della sostanza (cariche trasferite per ione);
- F è la costante di Faraday (pari a 96 485 C/mol).

Pesando la quantità di sostanza depositata al catodo in un certo intervallo di tempo è quindi possibile ricavare la quantità di carica elettrica circolata.

## Tipologie di voltametro

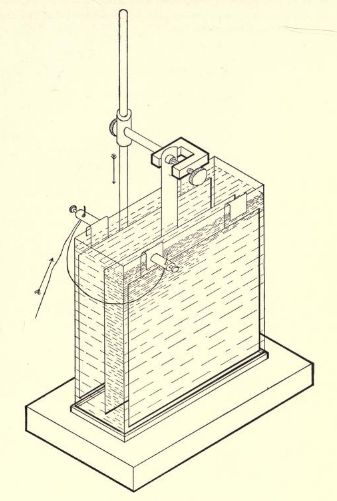
Voltametro a rame

A seconda della tipologia costruttiva, i voltametri possono essere classificati in:
- voltametro ad argento: è costituito da due elettrodi in argento immersi in una soluzione di nitrato d'argento; al passaggio della corrente si ha dissoluzione di argento all'anodo e deposizione di argento al catodo; questo tipo di voltametro è il più accurato;
- voltametro a rame: è costituito da due elettrodi in rame immersi in una soluzione di solfato rameico acidificata con acido solforico; al passaggio della corrente si ha dissoluzione di rame all'anodo e deposizione di rame al catodo; è meno costoso del voltametro ad argento ma anche meno accurato;
- voltametro di Hofmann (o voltametro ad acido solforico): è costituito da due elettrodi in platino immersi in una soluzione diluita di acido solforico; al passaggio della corrente si ha sviluppo di idrogeno al catodo.